# Kurbalija
Kurbalija (cyr. Курбалија) – wieś w Serbii, w okręgu pczyńskim, w gminie Preševo. W 2002 roku liczyła 146 mieszkańców.